# John Aston, Sr.
John Aston (3 de setembre de 1921 - 31 de juliol de 2003) fou un futbolista anglès de la dècada de 1950.
Fou internacional amb la selecció d'Anglaterra amb la qual participà en la Copa del Món de futbol de 1950.
Passà tota la seva carrera al Manchester United FC.
El seu fill John Aston Jr. també fou futbolista.

## Palmarès
Manchester United FC
- First Division (1): 1951-52
- FA Cup (1): 1948